# جوزيف نيري
جوزيف نيري (بالإنجليزية: Joseph Neri)‏ مواليد 26 يوليو 1914 في كان - الوفاة 11 أكتوبر 2005 في أنتيب، كان دراج فرنسي.

## روابط خارجية
- جوزيف نيري على موقع أرشيف الدراجات (الإنجليزية)
- جوزيف نيري على موقع إحصائيات الدراجات الإحترافية (الإنجليزية)